# Albert Schickedanz
Albert Schickedanz (ur. 14 października 1846 w Białej, zm. 11 lipca 1915 w Budapeszcie) – architekt i malarz związany z Budapesztem, reprezentant eklektyzmu.
Urodził się w Białej (dziś Bielsko-Biała) na pograniczu Galicji i Śląska w niemieckojęzycznej rodzinie wyznania ewangelickiego, dzieciństwo spędził jednak w Kieżmarku na Spiszu, skąd pochodzili oboje jego rodzice (ojciec był właścicielem ziemskim, matka córką tamtejszego pastora). Kształcił się na politechnice w Karlsruhe oraz w Wiedniu u Karla Tietza. Po studiach (1868) pracował w budapeszteńskich biurach architektonicznych Antala Szkalnitzkiego i Miklósa Ybla. W 1878 został sekretarzem w Muzeum Sztuki Stosowanej w Budapeszcie, a od 1884 do emerytury w 1901 wykładał rysunek i morfologię architektury w Węgierskiej Królewskiej Akademii Sztuki Stosowanej.
Na przełomie XIX i XX wieku Schickedanz zaprojektował obiekty, które uczyniły go znanym; skupione są one na placu Bohaterów wieńczącym najbardziej reprezentacyjną aleję Budapesztu – aleję Andrássyego:
- Pałac Sztuki (1895)
- Pomnik Tysiąclecia (1896)
- Muzeum Sztuk Pięknych (1906)

Mniej znane dzieła Schickedanza to mauzoleum Lajosa Batthyánya na cmentarzu Kerepesi (1871) oraz dwie wille – przy Bajza utca 14 i własna przy Nyúl utca 16 (1906). Jest on ponadto autorem cokołów budapeszteńskich pomników Ferenca Deáka i Jánosa Aranya. Jako malarz tworzył głównie pejzaże miejskie. Przechowywane są w Muzeum Historycznym Budapesztu.
Zmarł w wieku 69 lat na miażdżycę. Pochowano go cmentarzu Kerepesi.